# 8. моторизована бригада
Осма моторизована бригада познатија и под називом Невесињска бригада била је једна од јединица Херцеговачког корпуса Војске Републике Српске. Бригада је званично основана 16. јуна 1992. на Чобановом пољу у Подвележју. Претечу бригаде и окосницу њене будуће структуре чинило је људство 10. моторизоване бригаде ЈНА. Бригада је попуњавана борцима општине Невесиње и Мостара, као и Србима из долине Неретве. Зона одговорности бригаде налазила се у четвороуглу општина Мостар – Коњиц – Невесиње – Столац и служила је одбрани Источне Херцеговине. Због ратних заслуга одликована је Орденом Немањића.
Први командант био је Новица Гушић, док је његов наследник био Зоран Пурковић. Током Одбрамбено-отаџбинског рата бригада је у два наврата одбранила град Невесиње и западне делове Источне Херцеговине током непријатељских напада у Првој митровданској офанзиви, и у нападу АРБиХ у операцији Јесен 94. Бригада је током рата изгубила 476 бораца.

## Организација
Невесињска бригада је по формацији припадала Херцеговачком корпусу. Окосницу бригаде је чинило пет пешадијско-моторизованих батаљона. Бригада је још имала приштапске јединице, јединице за подршку, извиђачку чету и чету војне полиције. Један оклопни батаљон, хаубички дивизион и ЛАД ПВО чинили су артиљеријску снагу бригаде. Коначно, бригади је била придружена чета билећких добровољаца Рада Радовића.
Бригада је била попуњена резервним официрима, подофицирима и војним обвезницима. Велики део људства бригаде чинили су избегли Срби из долине Неретве.

## Ратни пут

### 1992.
Експлозијом цистерне код касарне Сјеверни логор ЈНА у Мостару 3. априла почео је рат у Мостару и долини Неретве. Наредних дана мостарски Срби беже из Мостара и околних насеља, а 13. бригада и 10. бригада ЈНА извлаче јединице из града и распоређује их на околна брда. Током априла 13. корпус ЈНА, којим је командовао Момчило Перишић, врши домобилизацију бригада војним обвезницима из Билеће и Гацка; корпусу се прикључује и чета Рада Радовића из Билеће. Истовремено, Хрватска војска распоређује један батаљон 4. бригаде ЗНГ на десну обалу Неретве. Батаљоном је командовао Дамир Крстичевић.
Будући да су делови корпуса остали блокирани у граду, команда 13. корпуса 7. маја покреће напад на хрватско-муслиманске јединице на левој обали Неретве. У нападу су заузета мостарска насеља Зелик и Бранковац. Осам дана касније, започет је напад на Бијело поље на северним обронцима Мостара. У наредна два дана, корпус је овладао Бијелим пољем. Током борби погинуло је 6 бораца, а процењено је да је убијено 16 припадника Хрватског вијећа обране.
Због притиска Међународне заједнице, ЈНА се повукла из Босне и Херцеговине 26. маја. Из мостарске регије отишли су команда 13. корпуса, артиљеријска група Ужичког корпуса, особље ваздухопловне базе у Мостару, војни обвезници и професионални официри из Србије. Нарочито је ослабљена 13. ријечка бригада.
Управо ће 13. бригаду напасти хрватске снаге 6. јуна у операцији „Чагаљ”. Бригада је пре почетка битке имала око 1.450 бораца. Наредних дана, 13. бригада се под нападом хрватских снага повлачи на резервне положаје и напушта Дубравску висораван.
До краја половине јуна град Мостар напустила је и 10. бригада услед напада хрватских снага.
Од јединица ових бригада који су остали у Босни и јединица Територијалне одбране општина Невесиње, формирана је Невесињска бригада средином јуна на челу са Новицом Гушићем. Команда бригаде је 16. јуна покренула битку за повратак на Подвележје и заузимање релеја на Вележи. Борбе су трајале до 9. јула, а бригада је успела да запоседне доминантне висове над Мостаром и долином Неретве, које ће задржати до краја рата. У битки је страдало 46 бораца а рањено је око 100. Бригада ће и 22. августа покушала да поправи тактички положај нападом на правцу Плужна њива – Рошци, али без успеха. После панике и мајско-јунских пораза, победа на Подвележју нагло је подигла морал Невесињској бригади и народу, те је бројно стање бригаде значајно порасло и кретало се од 400 бораца у 4. моторизованом батаљону до 800 бораца у 3. моторизованом батаљону.
У јутарњим часовима 8. новембра почео је велики напад хрватско - муслиманских снага на предњи крај одбране Невесињске бригаде, познатији и као Прва митровданска офанзива. Напад је трајао пет дана и завршио се потпуним сломом офанзиве. Осим коте 690, која је враћена под контролу бригаде у фебруару следеће године, Невесињска бригада је осујетила хрватско-муслиманске снаге на свим правцима напада. Током борби погинуло је 34 бораца Невесињске бригаде.

### 1993.
Током 1993. није било већих борби на невесињском тлу, а почетком године избио је хрватско-муслимански рат у Западној Херцеговини и централној Босни што је омогућило бригада да два пута пошаље групе својих најбољих бораца у биткама Сарајевско-романијског и Дринског корпуса. Први пут у јуну на тлу Горажда, бригада је упутила групу од 150 бораца са сопственом ватреном подршком у операцији Мач 93. Операција је предвиђала поправак положаја Сарајевско-романијског корпуса и побољшање комуникације Дринског корпуса и Романије. Борци Невесињске бригаде су добили задатак да овладају планинским висом Столица на планини Јабуци. Упркос освајању Столица, борци су повучени на почетне положаје због неуспеха својих суседа.
Након операције Мач 93, Главни Штаб ВРС покреће операцију Лукавац како би спојио Херцеговину са остатком Републике Српске и сломио одбрану Сарајева. Невесињска бригада шаље групу од 100 бораца и једно одељење полиције из Невесиња, појачано тенком Т-55, која напада правцем Николине стијене – Челина – Куцин – Бандјерка – Рогој. Група је замењена новим борцима 12. јула који настављају напада и заузимају Рогој, Бандјерку, Хојту и Годињу.

### 1994.
Већ 4. јануара Невесињска бригада шаље 54 бораца на испомоћ Сарајевско-романијском корпусу према Олову у операцији Дрина. Група је ангажована на правцу село Гајине – село Пргошево. У операцији Звезда, покушају Главног штаба ВРС да заузме Горажде, бригада шаље јаку борбену групу која је бројала 270 бораца и официра. Напада је почео 25. марта правцем Чајниче – Козара – Поткозара – Самари – Горажде. Заузети су село Поткозара и објекат Самари, али је операција стала 10. априла када почиње бомбардовање НАТО. Борци су на положајима остали до 25. априла када су замењени новим снагама Невесињске бригаде. У нападу је погинуло 4 припадника бригаде, а 20 је рањено.
Бригада је и 8. августа послала 87 војника у одбрану Нишићке висоравни од муслиманских напада на правцу ка Чемерном. Група је заузела објекат Вис и остала на положајима Сарајевско-романијског корпуса до почетка септембра. Поред борби у другим корпусима Војске Републике Српске, Невесињци су послати и да бране положаје 2. херцеговачке бригаде. Група од 120 бораца почетком октобра враћа изгубљене објекте Ћетков Кук, Бискуп, Крупац и Орлов Кук. У наредним данима команда Херцеговачког корпуса покреће нападе на тлу планине Прењ у којем су учествовале пробране борбене групе свих јединица Херцеговачког корпуса на челу са Гатачком бригадом и одред Специјалне бригаде полиције Републике Српске. Напад је неуспешно завршен 20. октобра. Почетком новембра, 4. корпус АРБиХ планира велики напад на положаје Невесињске бригаде. Операција под називом „Јесен 94” или Друга митровданска офанзива почела је 11. новембра и завршила се сломом муслиманских снага убачених у позадину Невесињске бригаде претходне ноћи. Бригада је на крају битке имала 21 погинулих и 60 рањених бораца. Прегледом тла бригаде пронађено је 96 погинулих муслиманских војника.

### 1995.
Почетком године група од 43 бораца је упућена у зону одговорности 2. крајишког корпуса. Услед тешких временских услова, није било помака на фронту, а борци су се вратили у бригаду 29. јануара. Један део бригаде је трајно размештен на планини Трескавици, на положајима Ненковци – Велики Трескаћ – Пашина планина, док је најжешће борбе бригада водила 2. јуна у области Ханског поља, након заузимања превоја Порим од стране АРБиХ. Бригади је у помоћ стигла група бораца Гатачке бригаде на челу са њеним командантом пуковником Родољубом Анђићем, који бива лакше рањен у борбама. Здруженим снагама, бригаде до 7. јуна враћају изгубљене положаје.

## Наоружање и техника
Невесињска бригада је наследила наоружање 10. мостарске и 13. ријечке бригаде ЈНА. Поред оклопног батаљона, бригада је имала и позамашно артиљеријско наоружање:
| -       | Минобацачи | Минобацачи | Минобацачи | Хаубице   | Хаубице       | Хаубице       | ЗИС | Самохотке | ПВО      | ПВО      | ПВО       | Оклоп | Оклоп   |
| ------- | ---------- | ---------- | ---------- | --------- | ------------- | ------------- | --- | --------- | -------- | -------- | --------- | ----- | ------- |
|         | МБ 120 mm  | МБ 82 mm   | МБ 60 mm   | XA 105 mm | XA 122 mm М38 | XA 122 mm Д30 | ЗИС | СО 90 mm  | ПАТ 20/3 | ПАТ 30/2 | С-2М      | Т-55  | ОТ М-60 |
| 1. мтб  | 4          | 7          | 6          | 5         | -             | -             | 2   | 4         | 5        | 2        |           | 2     | 2       |
| 2. мтб  | 4          | 6          | -          | 2         | 5             | 1             | 2   | -         | 3        | 3        |           | 3     | 1       |
| 3. мтб  | 6          | 10         | 1          | -         | -             | -             | 1   | -         | -        | -        |           | 2     | 1       |
| 4. мтб  | 3          | 5          | 6          | 2         | -             | 4             | 2   | -         | 7        | 1        |           | 2     | 1       |
| 5. мтб  | 2          | 4          | 1          | 3         | 2             | -             | 3   | 1         | 4        | -        |           | 3     | 1       |
| окб     |            |            |            |           |               |               |     | 1         |          |          |           | 1     | -       |
| лад ПВО |            |            |            |           |               |               |     |           |          |          | 50 ракета |       |         |
| Укупно  | 19         | 32         | 14         | 12        | 7             | 5             | 10  | 6         | 19       | 6        | 50 ракета | 13    | 6       |

Сваки борац бригаде је у личном наоружању имао аутоматску пушку 7,62 mm М70. Поред пушака, свака чета је поседовала и један број снајперских пушака 7,9 mm, пушкомитраљеза и митраљеза 7,62 mm М84 и пушкомитраљеза и митраљеза 7,9 mm М53. Бригада је такође имала низ бестрзајних топова и ручних ракетних бацача 64 mm зоља и 90 mm оса. Услови борбе најчешће нису захтевали употребу ручних бацача и митраљеза.